# Distrito de Murau
Murau (em alemão: Bezirk Murau) é um distrito do estado austríaco da Estíria.

## Cidades e municípios
Murau possui 14 municípios, sendo 2 com estatuto de cidade, 5 com direito de mercado (Marktgemeinde) e o restante municípios comuns.

### Cidades
- Murau
- Oberwölz

### Mercados
- Mühlen
- Neumarkt in der Steiermark
- Sankt Lambrecht
- St. Peter am Kammersberg
- Scheifling

### Municípios
- Krakau
- Niederwölz
- Ranten
- Sankt Georgen am Kreischberg
- Schöder
- Stadl-Predlitz
- Teufenbach-Katsch